# Cis dentatus
Cis dentatus es una especie de coleóptero de la familia Ciidae.

## Distribución geográfica
Habita en el Norte y centro de Europa, Francia.